# 왕건 (전한)
왕건(王建, ? ~ ?)은 전한 말기의 관료이다.

## 생애
원연 원년(기원전 12년), 광릉태수에서 경조윤으로 승진하였다.

## 출전
- 반고, 《한서》 권19하 백관공경표 下

| 전임 하무 | 전한의 경조윤 기원전 12년 ~ 기원전 11년? | 후임 손보 |